# エヌジーエックス
有限会社エヌジーエックス（英語表記：Team N.G.X）は、ゲーム等の脚本制作やソフトウェア製作をする会社である。

## 概要
テレビ番組やラジオ番組、漫画原作、コンシューマーゲーム、アダルトゲームなどのシナリオを手がけている。

## 取引先
- 日本銀行
- サクセス
- キッチンガイズファクトリー
- ニッポンムービー東京
- ディーオーグループ
- 創作屋
- キディング
- 戯画
- ドゥ・ジーン